# Eaglesham
Eaglesham (Baile na h-Eaglais in lingua gaelica scozzese) è una località della Scozia, situata nell'area di consiglio di Renfrewshire Orientale.